# Jules Mohl
Jules Mohl (født 25. oktober 1800 i Stuttgart, død 3. januar 1876 i Paris) var en tysk-fransk orientalist, bror til Robert og Hugo von Mohl.
Efter først at have studeret teologi i Tübingen rejste han til Paris og studerede orientalske sprog under de Sacy og Rémusat, hvorefter han 1826 blev udnævnt til professor i orientalsk litteratur i Tübingen.
Han udgav 1829 Fragments relatifs à la religion de Zoroastre, kastede sig i de følgende år særlig over kinesisk, oversatte kinesernes hellige bøger, men vendte atter tilbage til studiet af persisk, som nu optog ham for resten af hans liv.
Da den franske regering overdrog ham udgivelsen af Firdausis Shâhnâme, opgav han sin stilling i Tübingen og rejste atter til Frankrig, hvor han lod sig naturalisere. Hans udgave af Shâhnâme udkom med vedføjet oversættelse i 6 foliobind 1838—66 (et syvende 1878 ved Barbier de Meynard). Oversættelsen udgavs særskilt efter Mohls død (6 bind, 1876).
Mohl blev 1847 professor i persisk ved Collège de France, og det var ham, der planlagde de siden af Botta udførte udgravninger i Ninive. Hans salon blev under kejserdømmet besøgt af alt, hvad der havde navn og berømmelse i videnskabens og litteraturens verden.
Efter hans død udgav hans enke de årsberetninger, han havde afgivet som formand for La Société asiatique, under titelen Vingt-sept ans d’histoire des études orientales.